# Marko Rehmer
Marko Rehmer (født 29. april 1972 i Østberlin, Østtyskland) er en tidligere tysk fodboldspiller, der spillede som forsvarsspiller hos de tyske klubber Union Berlin, Hansa Rostock, Hertha Berlin og Eintracht Frankfurt. Bedst husket er han for sin tid i Hertha Berlin, hvor han spillede seks sæsoner og nåede mere end 100 ligakampe.

## Landshold
Rehmer nåede at spille 35 kampe og score fire mål for Tysklands landshold, som han debuterede for i 1998. Han var en del af den tyske trup til både EM i 2000 i Belgien og Holland, samt til VM i 2002 i Sydkorea og Japan, hvor tyskerne vandt sølv.